# ملكة الفايكنغ (فلم)
ملكة الفايكنج (بالإنجليزية: The Viking Queen) هو فيلم مغامرات من إخراج دون تشافي وبطولة دون موراي من إنتاج شركة هامر فيلمز عام 1967 . تدور أحداثه في بريطانيا الرومانية حول ملكة إيسيني والحاكم الروماني، اللذين يقعان في الحب ولكن علاقتهما لها عواقب مظلمة.

## ملخص الفيلم
وفقًا لرغبات والدها، وافقت الملكة سالينا على تقاسم حكم إيسينا مع جستنيان الروماني. أثار هذا القرار غضب كل من الدرويديين المتعطشين للدماء والرومان أكثر من جستنيان. وبينما يقع الحاكمان في الحب، بدأ الدرويديون والرومان في التخطيط لإسقاطهم. لم يمض وقت طويل قبل أن تتلطخ تلال بريطانيا بدماء أتباع العاشقين.
تجمع الحبكة بين عناصر من حياة الملكة التاريخية بوديكا (تضم قبيلة إيسيني وعربات القتال) وعناصر مأخوذة على ما يبدو من أوبرا نورما لفينشينسو بيليني، على الرغم من أنها تدور أحداثها في بلاد الغال، ومسرحية الملك لير لويليام شكسبير.

## طاقم التمثيل
- دون موراي بدور جستنيان
- كاريتا بدور سالينا
- دونالد هيوستن بدور مايلجان
- أندرو كير بدور أوكتافيان
- أدريان كوري بدور بياتريس
- نيل ماكجينيس بدور تيبيريان
- ويلفريد لوسون بدور الملك بريام
- نيكولا باجيت بدور تاليا
- بيرسي هربرت بدور كاتوس
- باتريك تروتون بدور تريسترام
- شون كافري بدور فيرجوس
- دينيس شو بدور أوزوريس
- فيليب أوفلين بدور ميرشانت
- بريندان ماثيوز بدور نايجل
- جيري ألكسندر بدور فابيان
- باتريك جاردينر بدور بينيديكت
- بول مورفي بدور دالون، ابن مايلجان
- آرثر أوسوليفان بدور الرجل العجوز في لجنة التحقيق الضريبي
- سيسيل شيريدان بدور صاحب متجر في تجمع احتجاجي
- آنا ماناهان بدور زوجة صاحب متجر
- نيتا لورين بدور فتاة العبدة النوبية
- براين مارشال بدور دومينيك

## روابط خارجية
- ملكة الفايكنغ  في قاعدة بيانات الأفلام على الإنترنت (بالإنجليزية)
- ملكة الفايكنغ (فلم) في قاعدة بيانات تيرنر كلاسيك موفيز للأفلام.